# Віктор Санчес Мата
Віктор Санчес Мата (ісп. Víctor Sánchez Mata, нар. 8 вересня 1987, Барселона) — іспанський футболіст, центральний півзахисник.
Насамперед відомий виступами за «Барселону», з якою став чемпіоном Іспанії, володарем Кубка Іспанії та переможцем Ліги чемпіонів УЄФА, а також «Еспаньйол».

## Ігрова кар'єра
Вихованець юнацьких команд барселонських клубів «Європа» та «Барселона».
У дорослому футболі дебютував 2007 року виступами за команду клубу «Барселона Б», в якій провів два сезони, взявши участь у 45 матчах чемпіонату. 
Своєю грою за команду дублерів привернув увагу представників тренерського штабу головної команди «Барселони», у складі якої дебютував 2008 року. Відіграв за «основу» каталонського клубу лише один сезон. За цей час виборов титул чемпіона Іспанії, став володарем Кубка Іспанії з футболу та переможцем Ліги чемпіонів УЄФА, втім основним гравцем не був.
2009 року на умовах оренди перейшов до клубу «Херес», у складі якого провів наступний рік своєї кар'єри гравця. Більшість часу, проведеного у складі «Хереса», був основним гравцем команди.
З 2010 року, також як орендований гравець, один сезон захищав кольори команди клубу «Хетафе». Граючи у складі «Хетафе» також здебільшого виходив на поле в основному складі команди.
2011 року захищав кольори команди швейцарського клубу «Ксамакс».
До складу «Еспаньйола» приєднався на початку 2012 року, де провів вісім з половиною сезонів, взявши участь у 270 іграх за клуб в усіх турнірах. 18 серпня 2020 року покинув клуб за взаємною згодою сторін.
27 листопада 2020 року Санчес підписав дворічний контракт з клубом чемпіонату Австралії «Вестерн Юнайтед».

## Міжнародна кар'єра
2013 року дебютував у невизнаній УЄФА та ФІФА збірній Каталонії в матчі проти Кабо-Верде (4:1)

## Титули і досягнення
- Чемпіон Іспанії (1):

«Барселона»:  2008/09
- Володар Кубка Іспанії (1):

«Барселона»:  2008/09
- Переможець Ліги чемпіонів УЄФА (1):

«Барселона»:  2008/09